# Rivula dispar
Rivula dispar là một loài bướm đêm trong họ Erebidae.